# جاده ئی۵۷۴ اروپا
جاده ئی۵۷۴ اروپا (به انگلیسی: European route E574) یکی از جاده‌های درجه ۲ قاره اروپا است.
این جاده که در کشور رومانی قرار دارد از شهر باکائو شروع شده و در شهر پیتشت به پایان می‌رسد.